# Ишин шиши
Ишин шиши (јап. 維新志士; позната и само као Шиши (јап. 志士)) била је група састављена од јапанских политичких активиста касног Едо периода. Израз Ишин шиши преводи се као "људи узвишених циљева" и користи се за самураје који су били против шогуната а подржавали су Соно џои политику (подржимо цара, протерајмо варваре), већином из области Тосе, Сацуме и Чошуа, али може обухватати и друге особе који подржавају шогунат али имају „сонно џои“ ставове.

## О организацији
Постоји више варијатета ових активиста зато што је постојало различито тумачење "Соно џои" политике. Неки, попут убица као што су Каваками Генсаи, Накамура Ханџиро, Окада Изо и Танака Шинбеи представљали су насилнији тип покрета, али да је подржавање те политике варирало од особе до особе говори податак да је Каваками Генсаи упркос радикализму био и прозападни мислилац заинтересован у западну културу и технологију. Неколико напада на странце у Јапану приписано је овој организацији и ронин самурајима, због чега су у модерној литератури називани и раним терористима будући да су у своје време сејали терор међу странцима. Неки више радикалнији припадник „шиши“-ја био је Мијабе Теизо, који је планирао велике нападе са врло мало обзира на цивилне жртве. Мијабе је био један главних организатора плана да се спали Кјото током фестивала Гион, али био је осујећен захваљујући Шинсенгумију који су спречили ову намеру акцијом данас знаном као Икедаја инцидент.
Као што је напоменуто, шиши није увек морао да подржава свргавање шогуната. Шишији из округа Мито били су одговорни за смрт Ии Наосукеа, који је био иза потписивања споразума која су фаворизовале стране нације и које су поставиле малолетног дечака на место владајаћег шогуна. Други из Мита су пак учествовали у Тенго-то револту. И мада су све то биле акције против владе данас се зна да се доста њих није потпуно противило самом шогуну као владајућем телу. Разлог лежи у чињеници да су доста припадника шишија из области Мито рођаци шогуна па су, верујући да му овим поступцима само могу помоћи, реаговали против осталих службеника владе.
Други шишији су пак имали учењачка интересовања. Пример тога јесте Јошида Шоин из области Чошу који је основао чувену Шокасон-јуку школу у којој је обучавао многе будуће лидере Јапана из Меиџи периода. Јошида јесте припадао шишијима али је неговао и бројне везе са утицајним фигурама бакумацуа попут Каваи Цугуносукеа, Кацу Каишу и Сакуме Шозана.
Утицајнији шишији из Чошуа и Сацуме оформили су нову Меиџи владу. Неки од њих попут Ито Хиробумиа и Јамагата Аритомоа постали у истакнуте фигуре у политици чак и у раним декадама 20. века.